# Laurie Metcalf
Laura Elizabeth "Laurie" Metcalf (født 16. juni 1955 i Carbondale i Illinois) er en amerikansk skuespiller.
Metcalf er mest kendt for arbejdet på fjernsyn, men har også vundet priser for både film og teater. Hun blev blandt andet nomineret til Oscar for bedste kvindelige birolle for rolleskildringen i Lady Bird (2017).

## Filmografi
- 1981 - Saturday Night Live
- 1985 - Jakten på Susan
- 1988-1997 - Roseanne
- 1990 - En fremmed banker på
- 1995 - Toy Story (stemme)
- 1995 - Leaving Las Vegas
- 1997 - Scream 2
- 1999 - Toy Story 2 (stemme)
- 2002 - Skatteplaneten (stemme)
- 2006 - Desperate Housewives
- 2006-2016 - The Big Bang Theory
- 2007 - Min skøre familie Robinson
- 2007 - Georgia Rule
- 2017 - Lady Bird